# Madeleine Lemaire
Madeleine Lemaire nata Jeanne Magdelaine Colle (Les Arcs, 24 maggio 1845 – Parigi, 8 aprile 1928) è stata una pittrice francese specializzata in opere di genere elegante e fiori.
Robert de Montesquiou disse di lei che era l'imperatrice delle rose.

## Biografia
Introdusse Marcel Proust e Reynaldo Hahn nei salotti parigini dell'aristocrazia. Lei stessa teneva un salone dove riceveva l'alta società nel suo hôtel particulier in rue de Monceau.
La Lemaire espose le sue opere al Palace of Fine Arts e al Woman's Building alla Fiera Colombiana di Chicago del 1893 a Chicago, Illinois.
George Painter dichiarò nel suo libro, Marcel Proust, che lei era uno dei modelli di Madame Verdurin ne Alla ricerca del tempo perduto di Proust.

## Galleria d'immagini

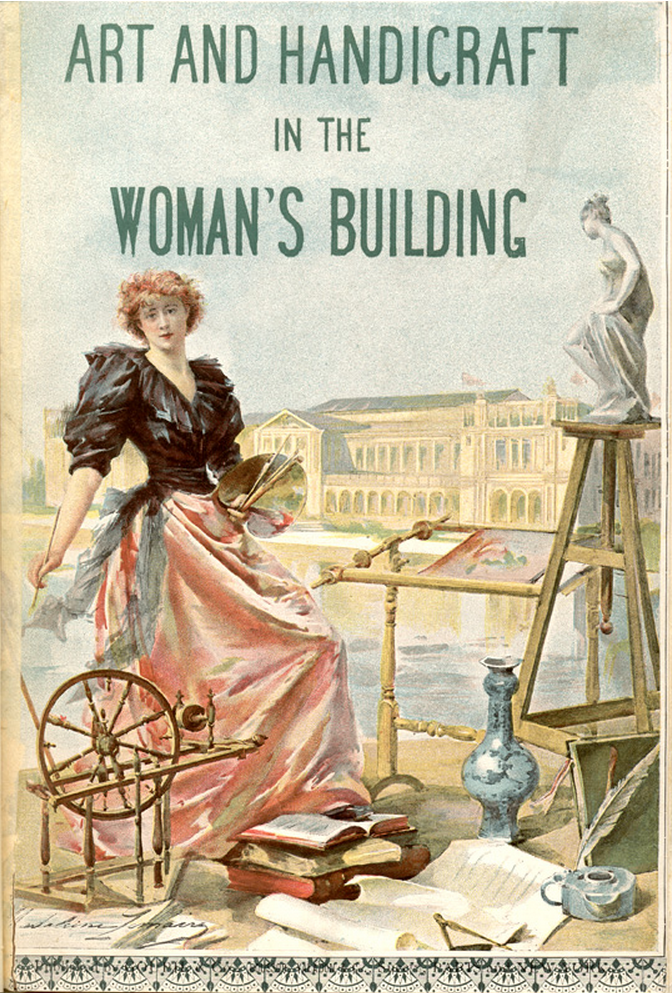
Poster di Woman's Building Lemaire
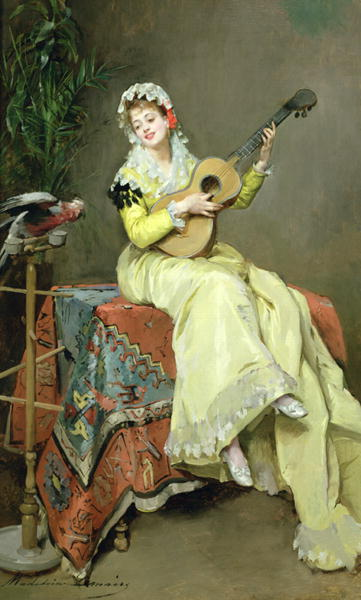
Un momento musicale – Madeleine Lemaire (1845-1928)
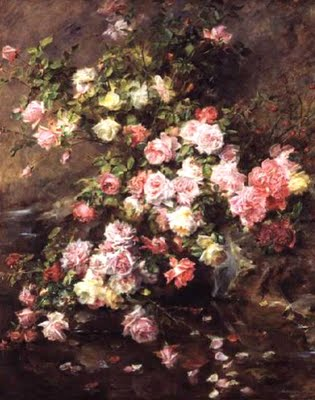
Rose – Madeleine Lemaire (1845-1928)
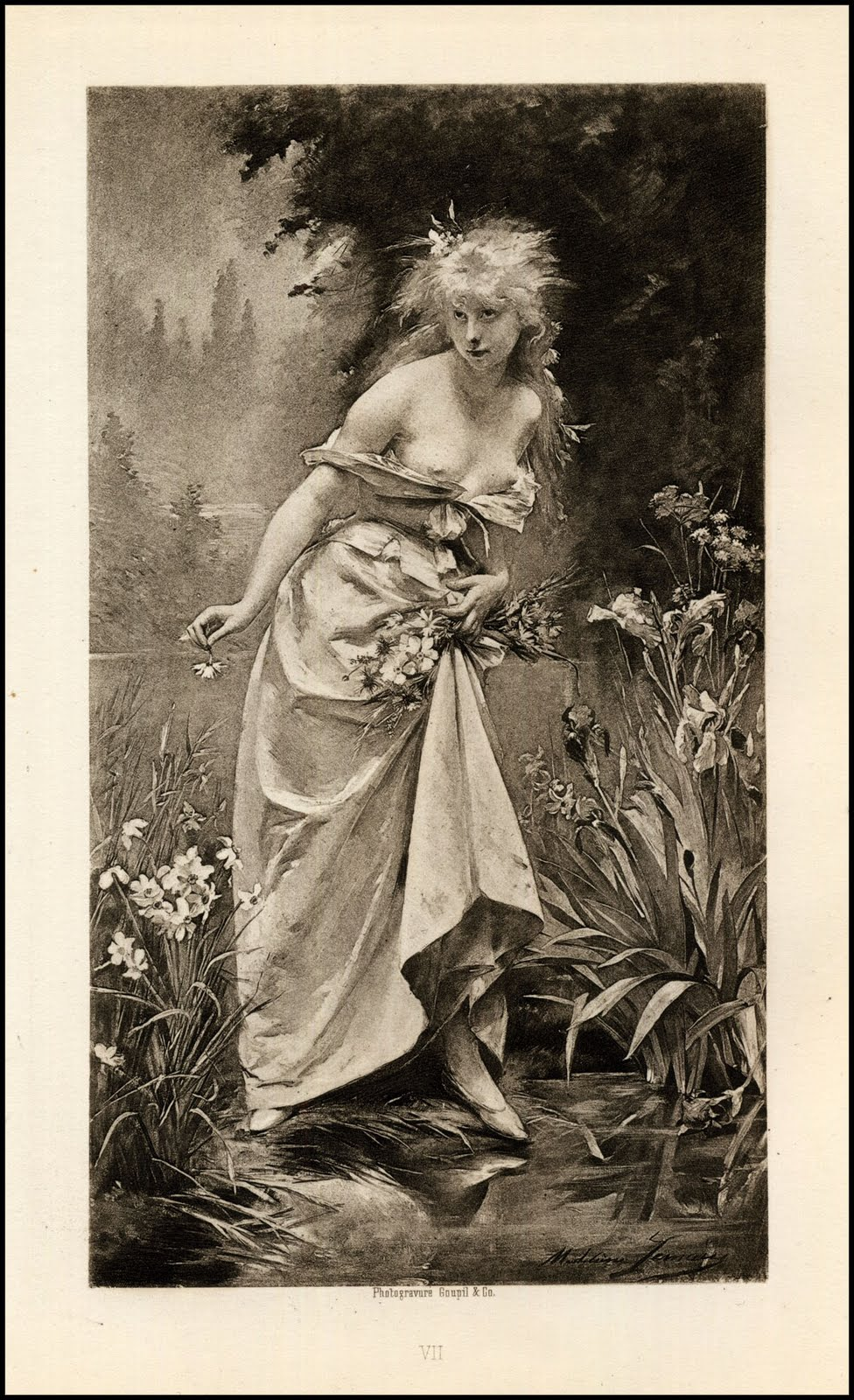
Ofelia (1880), de Madeleine Lemaire (1845-1928)
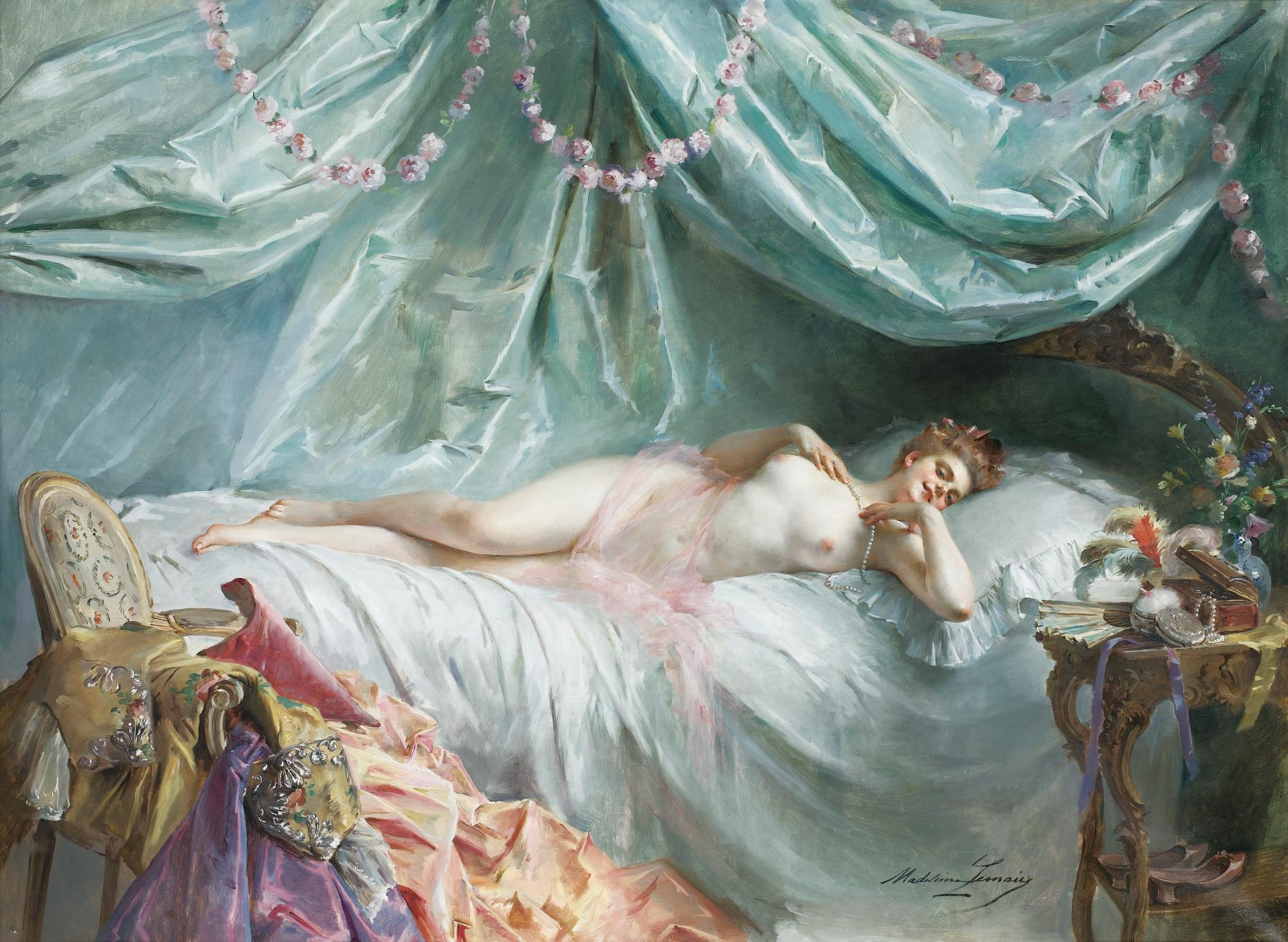
La Volupté – Madeleine Lemaire (1845-1928)
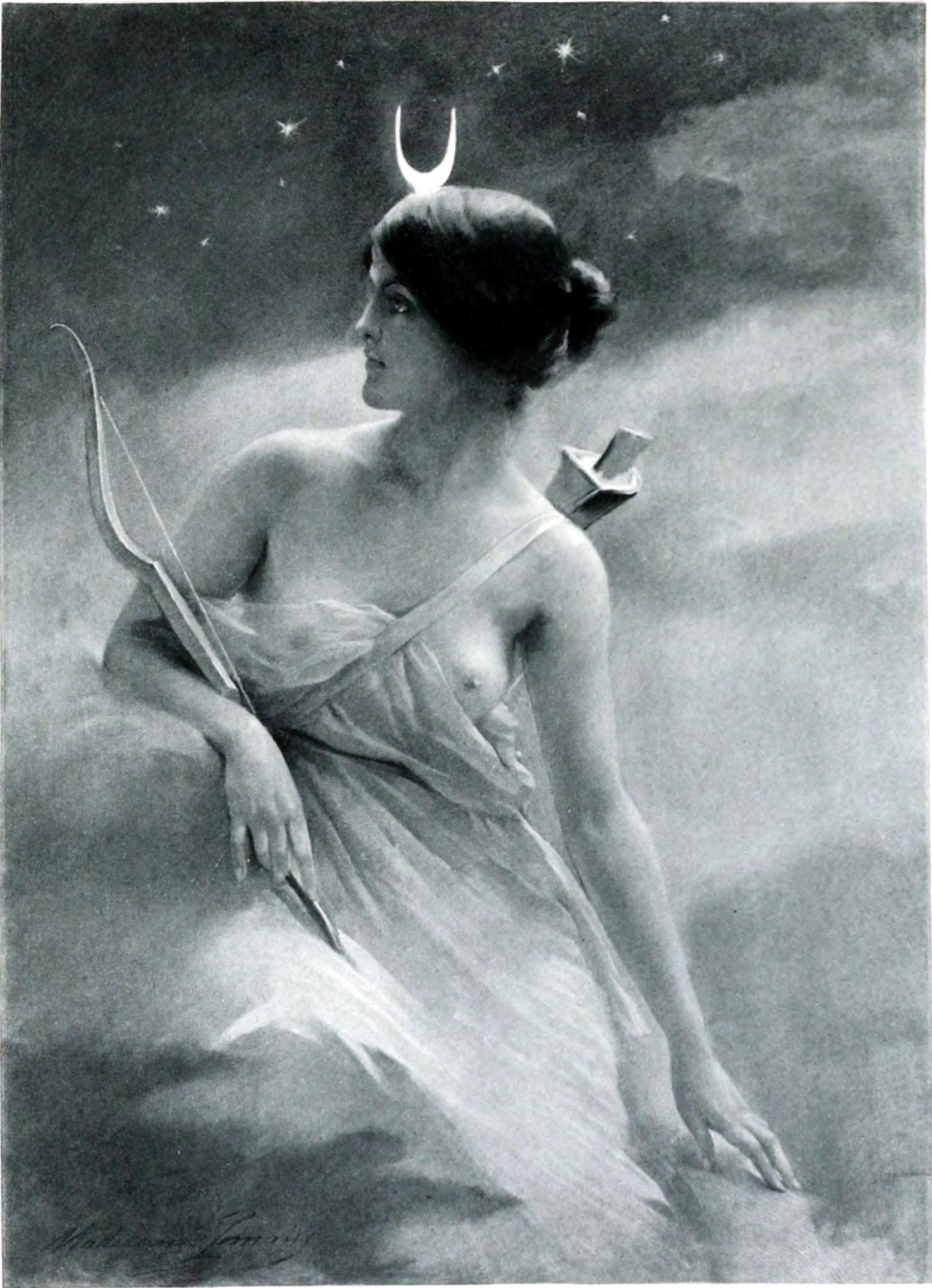
Madeleine Lemaire, Febe (1896)